# 常挺
常挺（13世纪—1268年），字方叔，号东轩，福建连江（今福州连江县）人。南宋大臣，宋度宗时参知政事。

## 生平
宋理宗嘉熙二年（1238年）中进士，初任太学录。淳祐七年（1247年），召试馆职，担任秘书省正字，为母亲丁忧去职。淳祐十一年（1251年），担任校书郎。淳祐十二年（1252年），担任秘书郎兼考功郎官。宝祐元年（1253年），转任著作佐郎。宝祐二年（1254年），升任著作郎，出知衢州（治今浙江省衢州）。召为监察御史兼崇政殿说书，上疏论边帅三事：辟实才、奏实功、招实兵；朝廷二事：选良吏、擢正人。转任太常少卿兼国子司业，兼直舍人院。官至工部侍郎、给事中。为人弹劾罢免，出知漳州、泉州。召入临安府，担任权兵部尚书、权礼部尚书、实录院同修撰、吏部尚书。宋度宗咸淳三年（1267年）担任同知枢密院事兼权参知政事，后拜参知政事，封合沙郡公。咸淳四年（1268年），常挺致仕，不久去世，赠少保，著作有《帝学发题》。

## 延伸阅读
[在维基数据编辑]
 《宋史·卷421》，出自脱脱《宋史》